# Jacob Peters
Jacob Peters (Guildford, 20 agosto 2000) è un nuotatore britannico.

## Biografia
Proviene dal Surrey, una contea del Sud Est dell'Inghilterra. È specializzato nella farfalla.
Ha rappresentato l'Inghilterra ai Giochi del Commonwealth di Gold Coast 2018, dove ha ottenuto il settimo posto nei 50 metri farfalla e il quinto posto nei 100 e 200 metri farfalla. Ha vinto la medaglia d'argento nella staffetta 4x100 metri misti, in squadra con Luke Greenbank, Adam Peaty, James Guy, Benjamin Proud, Elliot Clogg, James Wilby e David Cumberlidge.
Ai campionati europei di nuoto di Glasgow 2018 la medaglia d'oro nella staffetta 4x100 metri misti, gareggiando con i connazionali Adam Peaty, James Guy, Duncan Scott, Nicholas Pyle, James Wilby e Brodie Williams.

## Palmarès

### Per la Gran Bretagna
- Mondiali:

Budapest 2022: bronzo nella 4x100m misti.
- Europei:

Glasgow 2018: oro nella 4x100m misti.
Roma 2022: bronzo nella 4x100m misti mista.
- Europei in vasca corta:

Otopeni 2023: argento nella 4x50m misti, bronzo nei 100m farfalla.

### Per l'Inghilterra
- Giochi del Commonwealth

Gold Coast 2018: argento nella 4x100m misti.
Birmingham 2022: oro nella 4x100m misti.